# Lázně Kynžvart
Lázně Kynžvart (Duits: Bad Königswarth) is een stad in de Tsjechische regio Karlsbad. De gemeente ligt aan de westzijde van het Slavkovský les. De hoogste heuvels van dit gebied, de Lesný (983m) en Łysina (982m), liggen vlak bij de stad. Lázně Kynžvart is een kuuroord.
Station Lázně Kynžvart is het spoorwegstation van de stad.

## Geschiedenis
De eerste vondsten van geneeskrachtig water in Lázně Kynžvart stammen uit het jaar 1454, maar ook daarvoor bestond de nederzetting al. Koning Ottokar II van Bohemen liet in de 13e eeuw Kasteel Kynžvart hier bouwen. De ruïne van dit kasteel is tegenwoordig nog te bezichtigen. Vlak bij dit kasteel liet de familie Zedtwitz in 1623 een nieuw Slot Kynžvart in renaissancestijl bouwen.

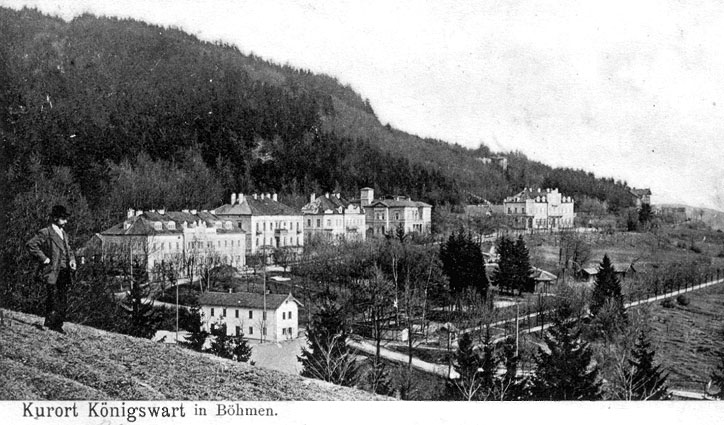
Ansichtkaart van Lázně Kynžvart uit 1904

Aš · 
Cheb · 
Dolní Žandov · 
Drmoul · 
Františkovy Lázně · 
Hazlov · 
Hranice · 
Krásná · 
Křižovatka · 
Lázně Kynžvart · 
Libá · 
Lipová · 
Luby · 
Mariënbad (Mariánské Lázně) · 
Milhostov · 
Milíkov · 
Mnichov · 
Nebanice · 
Nový Kostel · 
Odrava · 
Okrouhlá · 
Ovesné Kladruby · 
Plesná · 
Podhradí · 
Pomezí nad Ohří · 
Poustka · 
Prameny · 
Skalná · 
Stará Voda · 
Teplá · 
Trstěnice · 
Třebeň · 
Tři Sekery · 
Tuřany · 
Valy · 
Velká Hleďsebe · 
Velký Luh · 
Vlkovice · 
Vojtanov · 
Zádub-Závišín